# 松尾神社 (亀岡市)
松尾神社（まつのおじんじゃ）は、京都府亀岡市旭町にある神社。式内社で、旧社格は村社。

## 祭神
- 大山咋命 （おおやまぐいのみこと）
- 市杵嶋姫命 （いちきしまひめのみこと）

## 歴史
社伝では、和銅年間（708年-715年）に秦川勝が聖徳太子の命により祀ったことに始まるとしている。『延喜式』神名帳では丹波国桑田郡に「松尾神社」と記載され式内社に列している。
近在の村の氏神として崇敬を集めたとされるが、天正年間（1573年 - 1592年）の明智光秀による丹波進攻により多くの社殿が焼失し、本殿のみが難を逃れたと伝える。

## 境内

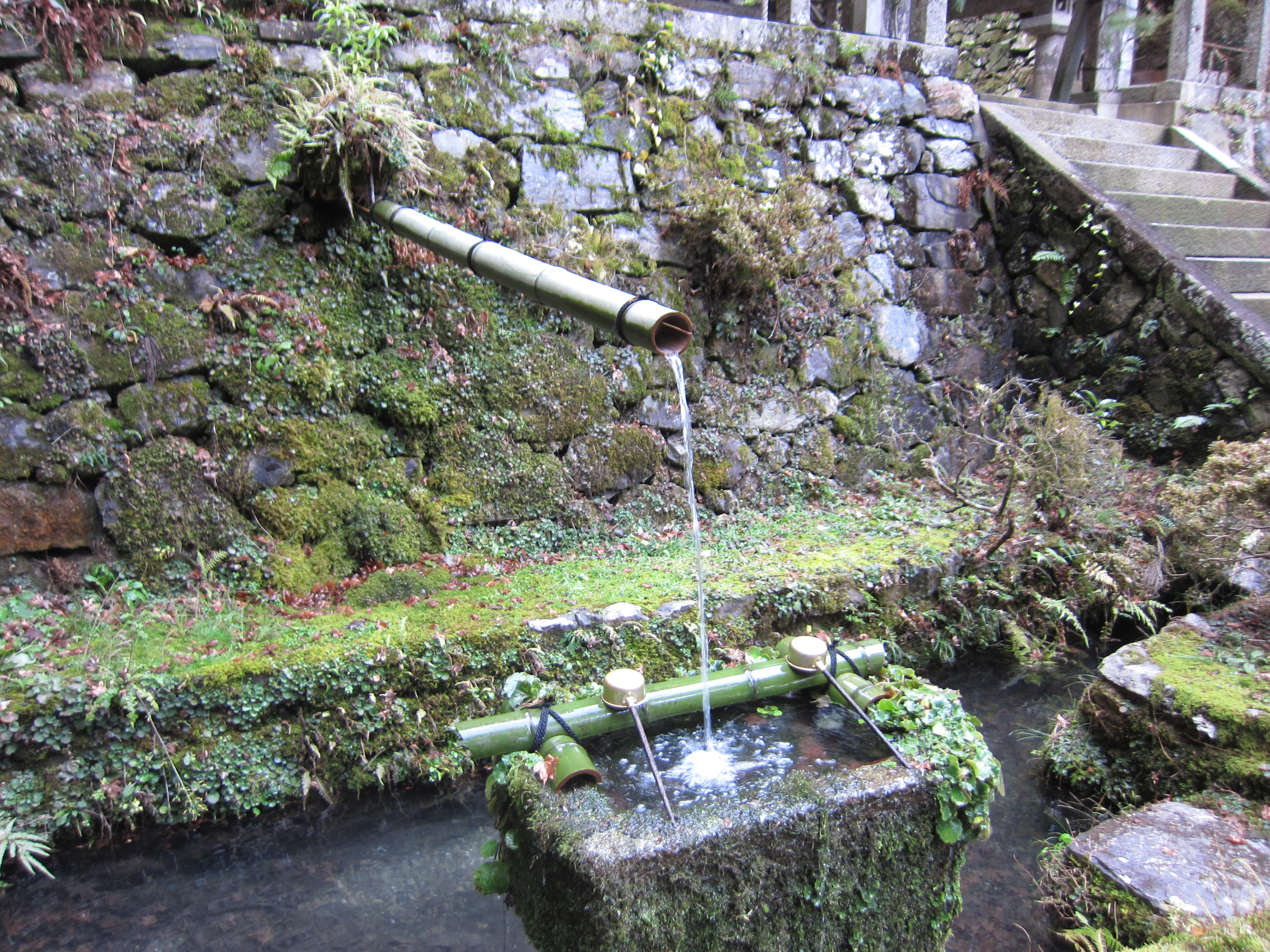
お滝

境内は亀岡盆地東側の三郎ヶ岳山麓に所在し、亀岡の自然100選に選出されている。
本殿は室町時代の明応7年 （1498年）の造営。一間社流造、屋根は檜皮葺で、現在は覆屋内に立っている。この本殿は京都府により文化財に登録されている。また、本殿下段にある手水用の水は三郎ヶ岳からの湧水で「お滝」と称され、どのような旱魃の際にも絶えたことがないと伝える。

## 摂末社
境内社

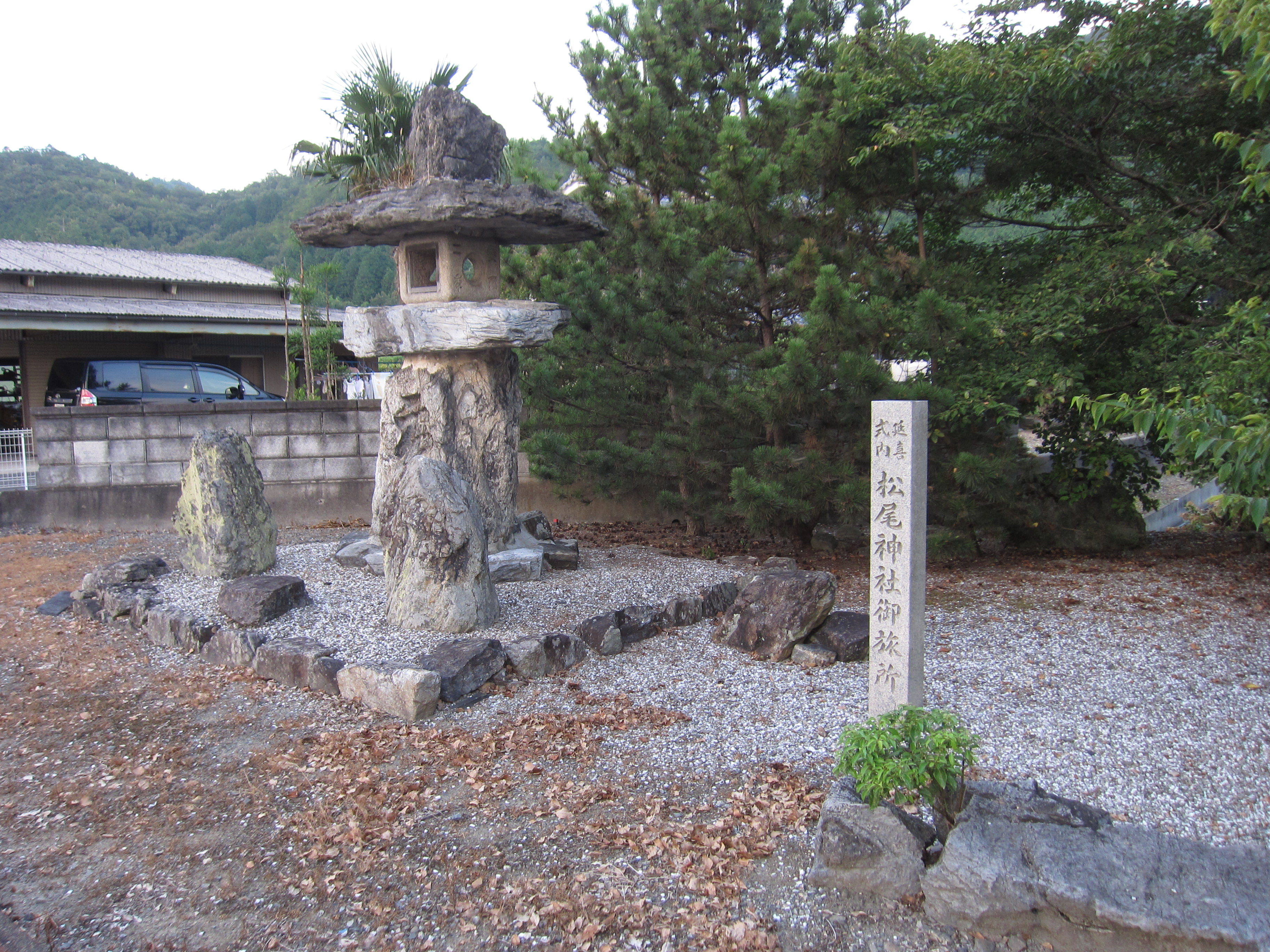
御旅所

- 大己貴神社 （おおなむちじんじゃ） - 祭神：大国主神
- 蛭子神社 - 祭神：恵比寿神
- 天満宮社 - 祭神：菅原道真公
- 八幡神社 - 祭神：応神天皇
- 天照大神社 - 祭神：天照大神
- 素戔嗚神社 - 祭神：素戔嗚神
- 罔象神社 （みずはのめじんじゃ） - 祭神：罔象女神
- 高房神社 - 祭神：経津主神・武甕槌神
- 今宮神社 - 祭神：素戔嗚神
- 稲荷神社 - 祭神：宇賀之御魂神

境外社
- 御旅所 （亀岡市旭町森本、北緯35度04分41.96秒 東経135度33分57.11秒）

## 文化財

### 京都府登録文化財
- 松尾神社本殿 - 昭和60年5月15日登録。

### 京都府文化財環境保全地区
- 松尾神社文化財環境保全地区 - 昭和60年5月15日決定。

## 現地情報
所在地
- 京都府亀岡市旭町今峠4

交通アクセス
- 西日本旅客鉄道（JR西日本）嵯峨野線 八木駅から、車で約10分